# جاكلين موس
جاكلين موس (بالإنجليزية: Jacqueline Moss)‏ هي مؤرخة الفن وصحفية أمريكية، ولدت في 1927، وتوفيت في 2005.